# Sematophyllum adnatum
Sematophyllum adnatum är en bladmossart som beskrevs av Nathaniel Lord Britton 1902. Sematophyllum adnatum ingår i släktet Sematophyllum och familjen Sematophyllaceae. Inga underarter finns listade i Catalogue of Life.